# Pokrowskij (rejon sudżański)
Pokrowskij (ros. Покровский) – chutor w zachodniej Rosji, w sielsowiecie nowoiwanowskim rejonu sudżańskiego w obwodzie kurskim.

## Geografia
Miejscowość położona jest nad rzeką Snagosć, 6,5 km od granicy z Ukrainą, 7,5 km od centrum administracyjnego sielsowietu nowoiwanowskiego (Nowoiwanowka), 21 km od centrum administracyjnego rejonu (Sudża), 95,5 km od Kurska.

## Demografia
W 2010 r. miejscowość zamieszkiwała 1 osoba.